# Waluscha De Sousa
Waluscha De Sousa (Goa, 28 november 1979) is een Indiaas actrice en model die voornamelijk in Hinditalige films en televisie programma's actief is.

## Biografie
De Sousa stond model voor toonaangevende ontwerpers in het land en nam deel aan de Miss India-verkiezing in 2000, wat haar de titel "Miss Body Beautiful" opleverde. Ze deed haar eerste reclamespotje voor Pepsi met Shah Rukh Khan op 17-jarige leeftijd. Jaren later was ze opnieuw te zien in een Hyundai-reclamespotje met de acteur. Ze was ook het gezicht van merken als Jaipur Jewels, L'Oréal, Avon Haircare naturals, Falguni en Shane's nieuwe Peacock-collectie 2016. 
In 2016 maakte De Sousa haar filmdebuut met Shah Rukh Khan's film Fan.

## Filmografie

### Films
| Year | Film                   | Rol             | Opmerking                            |
| ---- | ---------------------- | --------------- | ------------------------------------ |
| 2016 | Fan                    | Bela Khanna     |                                      |
| 2019 | Lucifer                |                 | Malayalam film, in nummer "Raftaara" |
| 2021 | Time to Dance          | Meher Handerson |                                      |
| 2021 | Antim: The Final Truth |                 | in nummer "Chingari"                 |

### Televisie en Webseries
| Jaar | Programma/ Serie        | Rol                                    | Platform        |
| ---- | ----------------------- | -------------------------------------- | --------------- |
| 2019 | Nach Baliye 9           | presentatrice                          |                 |
| 2020 | Crackdown               | Garima Kalra, Mausam Masoud, ISI agent | Voot            |
| 2021 | Indian Pro Music League | presentatrice                          |                 |
| 2022 | Escaype Live            | Gia Bose                               | Disney+ Hotstar |
| 2022 | Tanaav                  | Zainab Riaz                            | SonyLIVE        |
| 2024 | Karmma Calling          | Dolly Bhatia                           | Disney+ Hotstar |